# Leptocera erythrocera
Leptocera erythrocera är en tvåvingeart som först beskrevs av Becker 1919.  Leptocera erythrocera ingår i släktet Leptocera och familjen hoppflugor. Inga underarter finns listade i Catalogue of Life.